# Platycnemis acutipennis
Platycnemis acutipennis là loài chuồn chuồn trong họ Platycnemididae. Loài này được Selys mô tả khoa học đầu tiên năm 1841.

## Hình ảnh

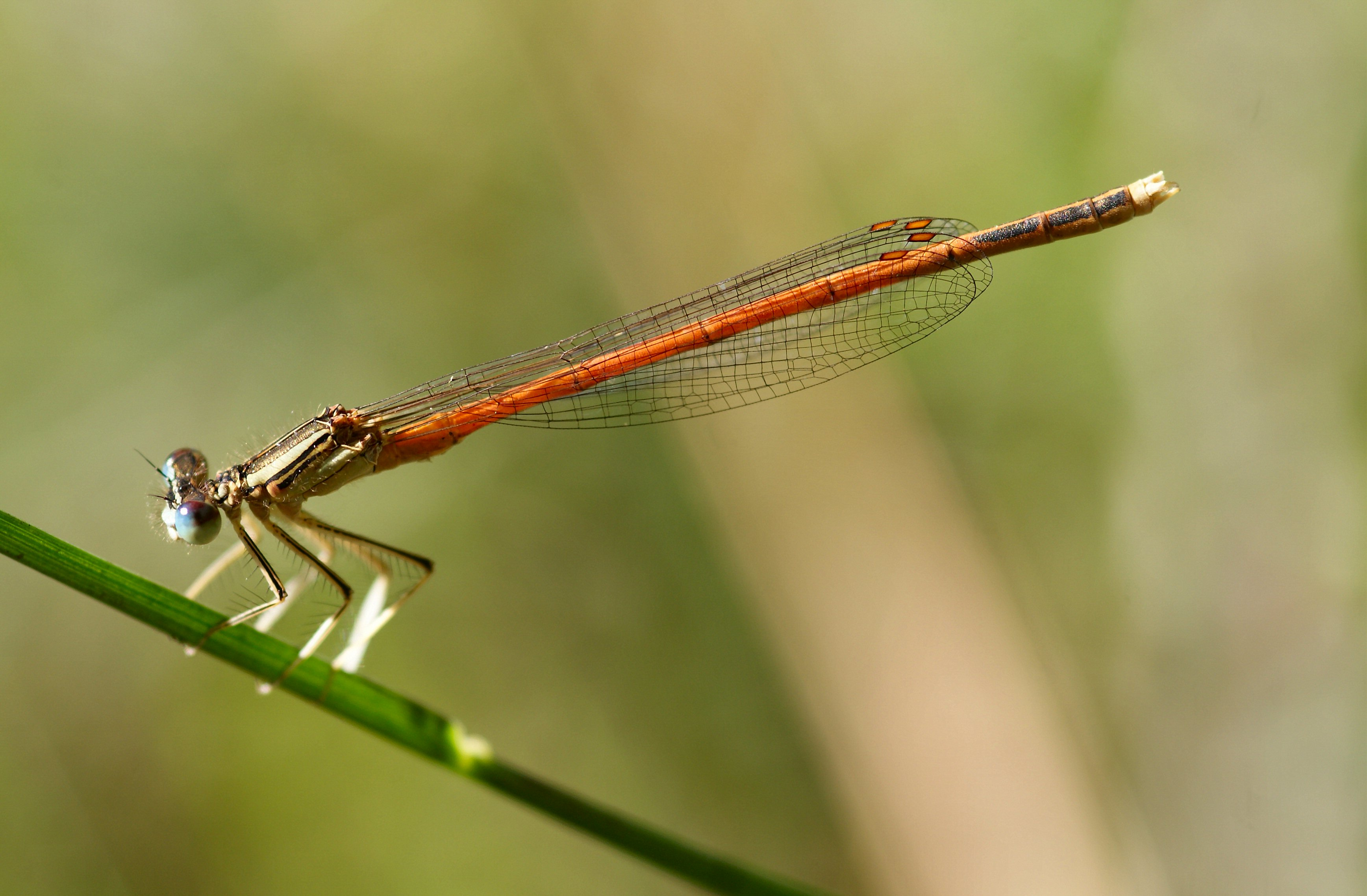